# ホルムズ占領 (1507年)

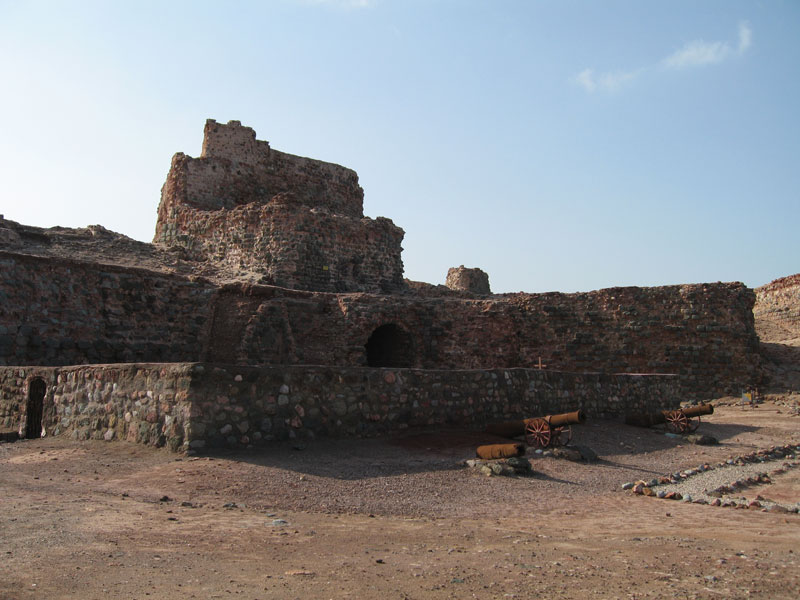
ホルムズ要塞

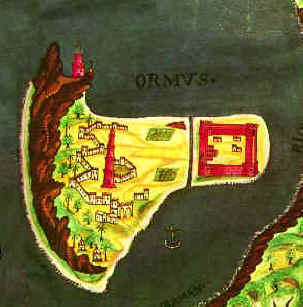
17世紀、ポルトガル製のホルムズの地図

1507年のホルムズ占領（ホルムズせんりょう、英語: Capture of Ormuz）は、ポルトガル人のアフォンソ・デ・アルブケルケによるホルムズ島への侵攻。この侵略が成功を収めたことにより、ポルトガルはペルシア湾を通るインドとヨーロッパの交易路を独占した。

## 経過
ホルムズの占領はポルトガル王マヌエル1世による計画の一部である。彼はイスラム教徒による貿易の妨害のために交易路の要所を占領する計画を立てた。すなわち、アデン湾を占領してアレキサンドリアとの連絡を断ち、ホルムズを占領してベイルートとの連絡を断ち、マラッカを占領して中国との交易を支配下に置く、というものである。計画の第一歩として、マヌエル1世はトリスタン・ダ・クーニャ率いる艦隊をソコトラ島に派遣し、そこにあるイスラム側の要塞を攻撃させた。1507年、攻撃は見事に成功し、ポルトガルは紅海への入り口を支配した。艦隊の大半は次なる目標としてインドへ出航、残りの数隻は守備隊としてアルブケルケが指揮を引き継いだ。
アルブルケはオマーン海岸のカルハットやマスカットを攻撃し、抵抗を打ち破って占領した。
しかし、アルブケルケは命令に違反してホルムズ島を攻撃した。現地の王はポルトガル王に忠誠を誓い、現地の労働者を繰り出しての築城を許可した。アルブケルケは1507年10月7日に築城を開始、駐屯兵の手配も進めたが、現地人の反乱があり、そして自軍にインドへの逃亡者が多数出たため失敗した。

## その後
1508年1月、ホルムズ王国の支持を得た住民たちはポルトガルの守備隊を攻撃、アルブケルケは数日間の戦闘ののち、撤退を余儀なくされた。1508年4月、残りの2隻の船は出航した。このとき、城塞はまだ完成していない。ソコトラ島に戻ると、そこに残った守備隊は食糧不足に苦しんでいた。アルブケルケはその後、アデン湾付近でイスラム船を略奪したり、バーレーン要塞を焼き討ちにしたりして、その後拿捕した商船に乗ってインドへ向かった。
1515年3月、アルブケルケは今度は27隻の艦隊を率いてホルムズを再び侵攻、4月1日に要塞を占領した。ホルムズはその後100年余、ポルトガルの支配下にあり続け、その解放は1622年のイングランドとサファヴィー朝の連合艦隊による侵攻を待たなければならなかった。